# Brigitte Mohnhaupt
Brigitte Margret Ida Mohnhaupt (Rheinberg, 24 juni 1949) is een Duitse voormalige terroriste van de Rote Armee Fraktion (RAF).
Sinds 1971 was ze actief betrokken bij de RAF, waarvoor ze in 1972 werd veroordeeld. Ze kwam in 1977 vrij en was in datzelfde jaar nauw betrokken bij de moorden op procureur-generaal Siegfried Buback, Jürgen Ponto van de Dresdner Bank en Hanns-Martin Schleyer, voorzitter van de Duitse werkgeversorganisatie. Deze personen werden vermoord om de Duitse regering te dwingen de terroristen Andreas Baader, Gudrun Ensslin, Irmgard Möller en Jan-Carl Raspe vrij te laten. Toen de regering hier niet op inging, pleegden drie van deze terroristen, volgens de officiële versie van het verhaal, op 18 oktober 1977 zelfmoord in de gevangenis. Möller overleefde de (zelf)moord en houdt vol dat het geen zelfmoord is geweest, maar moord in opdracht van de Duitse regering.
Mohnhaupt werd later een van de kopstukken van de zogenaamde "tweede generatie" van de RAF. Op 11 november 1982 werd ze opgepakt en in 1985 tot vijf keer levenslang plus 15 jaar veroordeeld. Op 12 februari 2007 besloot de rechtbank in Stuttgart haar na 24 jaar gevangenisstraf vervroegd vrij te laten, de minimale gevangenisstraf voor zaken waarvoor ze was veroordeeld. Haar vrijlating veroorzaakte de nodige ophef in Duitsland, omdat ze nooit berouw heeft getoond voor haar daden. Op 25 maart 2007 kwam ze voorwaardelijk vrij, met een proeftijd van 5 jaar.